# Polydora (oceanide)
Polydora (Oudgrieks: Πολυδωρη) is in de Griekse mythologie een van de kinderen van Tethys en Oceanus (de oceaniden). Haar naam betekent "Vele Geschenken", en ze personifieerde de hevige regenbui. Samen met Thoë, Galaxaura en Hippo (haar zusters) was ze een godin van de wolken.
Zij moet niet verward worden met andere figuren uit de Griekse mythologie die dezelfde naam dragen.